# Карчи
Ка́рчи (исп. Carchi) — провинция Эквадора с населением 164 524 жителей (2010) и площадью 3 605 км². 
Административный центр — город Тулькан.
Название происходит от реки Карчи (Гуайтара).

## Административное деление
В административном отношении подразделяется на 6 кантонов:
| № | Флаг | Кантон                                 | Население, чел. (2010) | Административный центр     |
| - | ---- | -------------------------------------- | ---------------------- | -------------------------- |
| 1 |      | Боливар (Bolívar)                      | 14 347                 | Боливар (Bolívar)          |
| 2 |      | Эспехо (Espejo)                        | 13 634                 | Эль-Анхель (El Ángel)      |
| 3 |      | Мира (Mira)                            | 12 180                 | Мира (Mira)                |
| 4 |      | Монтуфар (Montúfar)                    | 30 511                 | Сан-Габриель (San Gabriel) |
| 5 |      | Сан-Педро-де-Уака (San Pedro de Huaca) | 7 624                  | Уака (Huaca)               |
| 6 |      | Тулькан (Tulcán)                       | 86 498                 | Тулькан (Tulcán)           |